# Casper's Scare School (série de televisão)
Casper's Scare School (No Brasil:  A Escola de Susto do Gasparzinho e em Portugal: Casper, o Fantasminha e a Escola dos Sustos) é uma série franco-americana animada por computador baseada no filme de animação computadorizado de mesmo nome, apresentando o personagem da Harvey Comics , Gasparzinho, o Fantasminha Camarada.
Uma segunda temporada foi ao ar em 2012 com uma nova sequência de abertura, um novo elenco de voz e um estilo de animação CGI ligeiramente diferente. 52 episódios foram produzidos.

## Sinopse
Gasparzinho precisa ser capaz de se formar na Escola de Susto antes de ser banido para o vale das sombras para sempre. Ele vive muitas aventuras com os alunos que lá frequentam.

## Elenco
| Personagens     | Estados Unidos                                                     | Brasil | Portugal         |
| --------------- | ------------------------------------------------------------------ | ------ | ---------------- |
| Gasparzinho     | Robbie Sublett (1ª Temporada) Matthew Géczy (2ª Temporada)         |        | Rui Oliveira     |
| Marta           | Vanessa Belladini (1ª Temporada) Mirabelle Kirkland (2ª Temporada) |        | Sandra de Castro |
| Rá              |                                                                    |        | ??               |
| Dentinho        | Carter Jackson                                                     |        | Rui Oliveira     |
| Ponto e Virgula |                                                                    |        | Quimbé           |
| Jimmy Bradley   | ?? (1ª Temporada) Mirabelle Kirkland (2ª Temporada)                |        | Sandra de Castro |
| Graham Bradley  |                                                                    |        | Quimbé           |

## Televisão

### Estados Unidos
Nos Estados Unidos, o desenho foi transmitido originalmente no Cartoon Network, entre 5 de outubro de 2009 e 8 de novembro de 2012. 

### Brasil
No Brasil, o desenho estreou no Cartoon Network, em 2009, depois na Rede Globo, no dia 17 de julho de 2010, às 8h da manhã, no extinto espaço infantil TV Globinho e mais tarde no Boomerang em 2014. 

### Portugal
Em Portugal, o desenho estreou no Disney Channel no início da década de 2010 e começou por ser exibida aos sábados e domingos de manhã. Mais tarde, o canal começou a transmiti-la em horário de madrugada. A partir de 25 de fevereiro de 2017, a SIC K começou a transmitir a série. 